# 柳本顕
柳本 顕（やなぎもと あきら、1974年〈昭和49年〉1月29日 - ）は、日本の政治家。
環境大臣政務官兼内閣府大臣政務官（第2次岸田第1次改造内閣）、衆議院議員（1期）、大阪市会議員（5期）、自由民主党大阪市会議員団幹事長などを歴任。叔父は参議院議員を務めた柳本卓治、父は大阪市会議員を務めた柳本豊。

## 来歴
大阪府大阪市西成区山王出身。大阪教育大学附属高等学校平野校舎、京都大学法学部卒業。
1997年、関西電力に入社したが、1999年9月、大阪市会議員であった父の死去にともなう補欠選挙に出馬し、最年少の25歳で初当選した。以後、連続5期務めた。
自由民主党大阪府連では広報委員長、青年局長などを歴任した。大阪市会では、文教経済委員長、運営理事などを歴任した。
2013年から、自民党大阪市会議員団幹事長を務めた。2015年の大阪市特別区設置住民投票では大阪都構想反対派の筆頭としてテレビ討論等に出演した（後述）。

### 2015年大阪市長選挙への出馬
2015年、同年投開票の大阪市長選への立候補を表明した。10月20日、自民党本部で安倍晋三首相（党総裁）から推薦証を手渡された。同月23日、大阪市会は柳本の辞職願を承認した。
これまでの選挙では自公が協力することが多かったが、柳本はこの選挙で公明党からの推薦を受けることはできなかった。一方、民主党と日本共産党は柳本を自主支援した。また、関淳一（元大阪市長）、平松邦夫（元大阪市長）、安藤忠雄（建築家）、大平光代（元大阪市助役、弁護士）からも支持を取り付けた。
11月22日の投開票の結果、柳本は40万6595票を獲得したが大阪維新の会公認の吉村洋文に約19万票の大差をつけられ落選した。落選後の12月25日に自民党大阪市議団の政策アドバイザーに就任した。

### 大阪市長選挙への再出馬
2018年7月20日、翌年に予定されている第25回参議院議員通常選挙で大阪府選挙区から立候補することが発表された。
2019年、大阪都構想を巡り吉村が大阪市長を辞職したことにより大阪市長選挙が行われることになり、柳本は参院選への公認を辞退した上で同市長選に出馬したが、松井一郎に大差で敗れ、落選した。
同年6月11日には党大阪府連の国会議員ら有志が参院選への柳本の再公認を求める嘆願書を林幹雄幹事長代理に提出したが、林は太田房江との共倒れになる恐れがあるとして困難との認識を示し、柳本は出馬しなかった。

### 第49回衆議院議員選挙への出馬
2020年9月1日、次期衆議院議員総選挙が大阪都構想の住民投票と同日選挙になった場合、公明党と棲み分けている小選挙区では住民投票の運動が出来なくなるとして、大阪3区から無所属での立候補を模索していると報じられたが、衆議院は解散せず同日選は見送られた。
2021年10月5日、柳本は自民党本部を訪れ、第49回衆議院議員総選挙に大阪3区から立候補する意向を伝えた。党側は自公の選挙協力に影響が出る懸念から柳本に対し立候補すれば除名処分になると伝え、翌年の参院選の比例区に柳本を擁立する「対案」を提示したが、折り合わなかった。しかし、同月16日には党本部から処遇について連絡があったとして、大阪3区からの立候補を断念し、自民党公認の比例近畿ブロック単独2位候補として立候補すると表明した。選挙の結果、当選した。
それについて、大阪13区から出馬し、比例復活した宗清皇一は、自身も含めて小選挙区と重複立候補した候補者が比例名簿上で柳本より下位の3位だったことについて「ああ言う処遇はよくない。みんなの気持ちを逆なでしている」、「（柳本と共に国政を進めることに関して）一緒にやっていけない」と発言した。
2024年9月、大阪3区選出の公明党議員である佐藤茂樹と政策合意書を締結し、第50回衆議院議員総選挙においては大阪3区からの立候補はしない意向を固めた。その後は前回と同様に比例単独での立候補を模索していたが、自民党が10月14日に発表した比例名簿には掲載されず、最終的に立候補を見送ることとなった。
2025年6月11日、自民党は夏の第27回参議院議員通常選挙大阪選挙区に柳本を擁立する方針を決めた。現職の太田房江が体調不良を理由に出馬を辞退したため、候補者を公募していた。しかし7月20日の投開票の結果、次点の5位で落選した。自民党が参議院大阪選挙区での議席を逃すのは1998年以来、27年ぶりとなる。

## 所属団体・議員連盟
- 自民党たばこ議員連盟[40]

## 人物
- 大阪市議だった父・豊の死去をきっかけに25歳で政治の道に進んだ。柳本自身は、当時のことについて「25歳だから踏ん切りがついた」と振り返っている[4]。
- 維新を率いた松井一郎元大阪府知事・元大阪市長とは自民党青年局で一緒に活動した仲であり、松井が自民党を離党し維新を旗揚げした際には柳本も誘われたが、大阪都構想に対する考え方の相違から固辞した経緯がある。柳本は松井について、「一党独裁的な、物事を内部で決めて進めるがごとき状況が大阪にもたらされた」と批判した一方、「松井さんは私のツイッターをチェックしているようで、時々ツイッター上で絡んでくる。必ずしも好意的ではないが、愛されていると感じる。政治的に立場は違っても、お互いをリスペクトしているところはある」とも述べた[41]。

## 旧統一教会との関係
2022年8月15日、柳本は2017年4月と2022年3月、5月のあわせて3回、世界平和統一家庭連合（旧統一協会）が関係する団体が開いた会合に参加していたと明らかにし、「当時はこれらの会合が旧統一教会の関係団体が主催する会合との認識はなかった」「今後、当該の関係団体とは関係を持たない」などと述べた。9月8日、自民党は旧統一協会と接点のあった柳本を含む議員121名の氏名を公表した。

## 大阪都構想に関して
- 2015年2月11日、MBSテレビのニュース番組「VOICE」に生出演し、橋下徹大阪市長と初めて直接の論戦を行う。番組の最後には、視聴者に向けて「大阪都構想は毒まんじゅうだと思っています。おいしそうに思われるかもしれませんが、毒まんじゅうを食べないでください」とメッセージを送った[44]。(その他の討論は、出演番組を参照。)
- 2015年4月16日、「大阪市廃止・分割を考える会」において、「市全体から選べた市営住宅や保育所の選択の幅が狭まる」「財源が減り、敬老パスや医療費助成など市独自の政策がなくなる恐れがある」などを挙げ、住民サービスが低下すると主張した[45]。
- 2015年5月17日夜、自民府連の幹部たちが住民投票反対多数のニュース速報に叫び声をあげる中、ただ1人険しい表情を崩さなかったのは、「賛成に投票した人がこの光景を見たら、いい気持ちはしない。この戦いに勝者や敗者を作ることは好ましくない」という理由から[46]。
- 2015年5月17日、大阪都構想が否決された後に受けた取材において、「共産党と共闘し、自民党本部と考えのずれがあったか。」という質問に対し、「党本部には確かに理解しがたい状況があったのではと思う。ただ、地方議会は首長の提案に各会派が是々非々で対応している。」と答えた[47]。
- 柳本は、大阪都構想否決の住民投票の勝因について「一般の人がよくわからないなかで、どうなるんだろうということを明確に推進派が示せなかった」とコメントしている[4]。

## 出演

### テレビ
- 朝まで生テレビ! 激論！大阪市長“独裁・橋下徹”は日本を救う？！（テレビ朝日、2012年1月28日放送）[48]
- VOICE 生出演ここが聞きたい都構想　橋下市長と自民柳本幹事長スタジオ議論（毎日放送、2015年2月11日、2月12日放送）[49]
- ニュースリアルFRIDAY 大阪都構想を生討論！橋下代表VS自民・共産（テレビ大阪、2015年5月1日放送）[50]
- かんさい熱視線 「生討論“大阪都構想”を問う」（NHK大阪放送局、2015年5月1日放送）[51]
- BSフジLIVE プライムニュース　橋下徹市長×自民市議“大阪都構想”最終決戦（BSフジ、2015年5月15日放送）[52]

ほか

### ラジオ
- たね蒔きジャーナル 橋下市長と対峙する大阪市議に聞く「西成特区構想」（MBSラジオ、2012年4月3日放送）[53]
- 報道するラジオ 「橋下市長出直し選挙の意味と都構想の今後」（MBSラジオ、2014年2月14日放送）[54]
- 報道するラジオ 「いわゆる“大阪都構想”～松井知事と柳本市議に聞きます」（MBSラジオ、2015年5月8日、5月15日放送）[55]
- ラジオフォーラム 第127回「大阪都構想住民投票を振り返って」（KBS京都ラジオほか、2015年6月放送）[56]
- モーニングライダー! 藤川貴央です 「柳本幹事長に聞く大阪市の今後」（ラジオ大阪、2015年7月放送）[57]

ほか
| 当落 | 選挙                       | 執行日         | 年齢 | 選挙区           | 政党       | 得票数     | 得票率 | 定数 | 得票順位 /候補者数 | 政党内比例順位 /政党当選者数 |
| ---- | -------------------------- | -------------- | ---- | ---------------- | ---------- | ---------- | ------ | ---- | ------------------ | ---------------------------- |
| 当   | 1999年大阪市会議員補欠選挙 | 1999年9月      | 25   | 西成区選挙区     | ーー       | ーー票     | ーー   | ー   | ー/ー              | /                            |
| 当   | 2003年大阪市会議員選挙     | 2003年4月13日  | 29   | 西成区選挙区     | 自由民主党 | 9146票     | ーー   | 5    | 2/7                | /                            |
| 当   | 2007年大阪市会議員選挙     | 2007年4月8日   | 33   | 西成区選挙区     | 自由民主党 | 8463票     | ーー   | 5    | 2/6                | /                            |
| 当   | 2011年大阪市会議員選挙     | 2011年4月10日  | 37   | 西成区選挙区     | 自由民主党 | 8625票     | ーー   | 5    | 3/8                | /                            |
| 当   | 2015年大阪市会議員選挙     | 2015年4月12日  | 41   | 西成区選挙区     | 自由民主党 | 8110票     | ーー   | 5    | 3/9                | /                            |
| 落   | 2015年大阪市長選挙         | 2015年11月22日 | 41   | ーー             | 無所属     | 40万6595票 | 38.5%  | 1    | 2/4                | /                            |
| 落   | 2019年大阪市長選挙         | 2019年4月7日   | 45   | ーー             | 無所属     | 47万6351票 | 41.89% | 1    | 2/2                | /                            |
| 当   | 第49回衆議院議員総選挙     | 2021年10月31日 | 47   | 比例近畿ブロック | 自由民主党 | ーー票     | ーー   | 28   | ー/ー              | 2/7                          |
| 落   | 第27回参議院議員通常選挙   | 2025年07月20日 | 51   | 大阪府選挙区     | 自由民主党 | 37万9094票 | 9.00%  | 4    | 5/19               | /                            |